# Francesco Feo

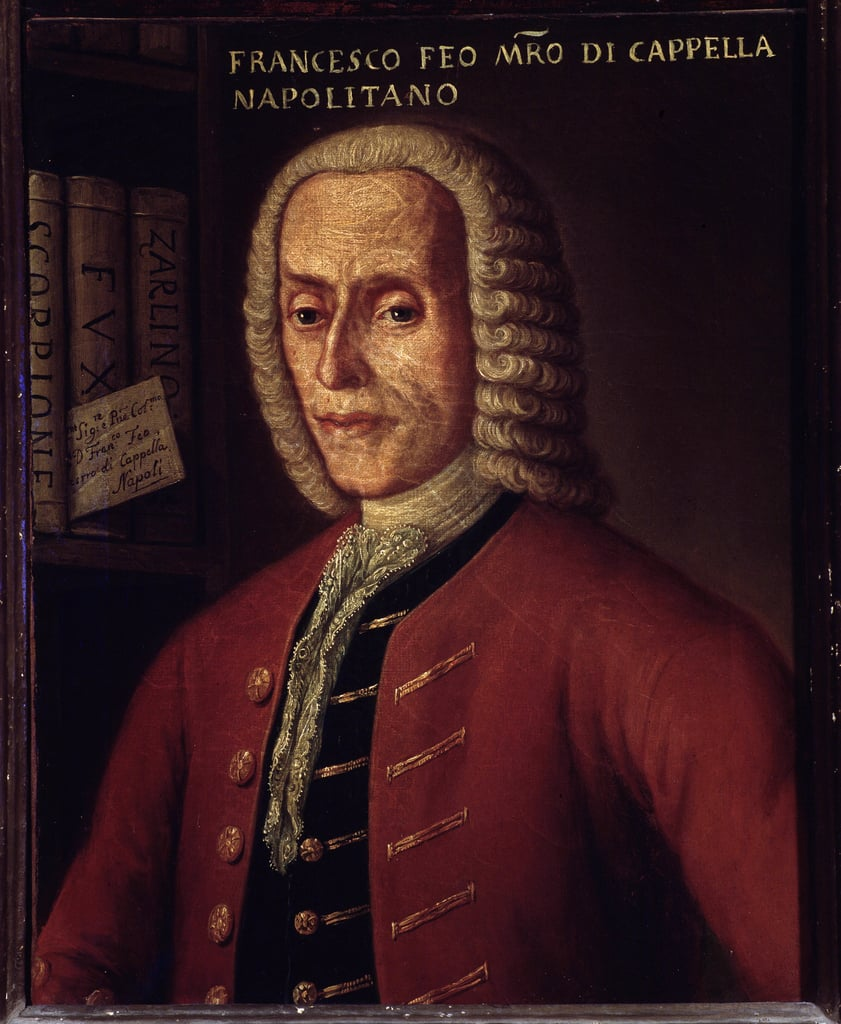
Francesco Feo.

Francesco Antonio Feo, född 1691 i Neapel, död där den 28 januari 1761, var en italiensk kompositör. 
Feo blev 1740 Gizzis efterträdare vid den ryktbara sångskola, som han tillsammans med denne stiftat i Neapel. Han skrev operor, kyrkomusik, ett oratorium med mera. Feo var berömd för en upphöjd stil och djup lärdom.